# BMW 269
BMW 269 – samochód Formuły 2, zaprojektowany w 1969 roku dla koncernu BMW przez Lena Terry'ego.
Wcześniejsze samochody wystawiane przez BMW w zawodach Formuły 2 były skonstruowane przez Lolę. 269 (zwany także F269) był pierwszym samochodem Formuły 2 w całości skonstruowanym przez BMW. Ten model, zaprojektowany przez Terry'ego (który wcześniej zaprojektował m.in. Eagle'a T1G czy BRM P207) był stosunkowo prostą i ortodoksyjną konstrukcją, osiągał jednak dobre wyniki dzięki mocnemu silnikowi. Silnik ten miał pojemność 1598 cm³ i moc 250 KM przy 10700 rpm.
Ścigając się dla zespołu BMW w 1969 roku i korzystając wówczas z Loli T102 i BMW 269, Hubert Hahne zdobył tytuł wicemistrzowski w Formule 2. W 1969 roku modelem 269 Niemiec nie osiągał jednak dobrych wyników. 
Samochód został zgłoszony do Grand Prix Niemiec 1969 Formuły 1. Jego kierowcami mieli być Hubert Hahne, Gerhard Mitter i Dieter Quester. Jednak podczas piątkowego treningu Mitter miał wypadek, na skutek którego zmarł, i pozostali kierowcy BMW wycofali się.
Następcą modelu był BMW 270.

## Wyniki
| Legenda oznaczeń w tabelach wyników Wyświetl szablon na nowej stronie | Legenda oznaczeń w tabelach wyników Wyświetl szablon na nowej stronie                                                                     |
| Oznaczenie                                                            | Wyjaśnienie |
| --------------------------------------------------------------------- | --- |
| Złoty                                                                 | Zwycięzca lub mistrzostwo |
| Srebrny                                                               | 2. miejsce lub wicemistrzostwo |
| Brązowy                                                               | 3. miejsce lub II wicemistrzostwo |
| Zielony                                                               | Ukończył, punktował (w klasyfikacji generalnej, gdy zdobył co najmniej jeden punkt na przestrzeni sezonu, poza trzema powyższymi opcjami) |
| Niebieski                                                             | Ukończył, nie punktował (w klasyfikacji generalnej, gdy nie zdobył co najmniej jednego punktu na przestrzeni sezonu)                      |
| Czerwony                                                              | Nie zakwalifikował się (NZ) |
| Czerwony                                                              | Nie prekwalifikował się (NPK) |
| Różowy                                                                | Nie ukończył (NU) |
| Różowy                                                                | Niesklasyfikowany (NS) (w klasyfikacji generalnej, gdy nie został sklasyfikowany w żadnym wyścigu sezonu)                                 |
| Czarny                                                                | Zdyskwalifikowany (DK) |
| Czarny                                                                | Wykluczony (WYK/EX) |
| Biały                                                                 | Nie wystartował (NW) |
| Biały                                                                 | Kontuzjowany (K/INJ) |
| Biały                                                                 | Wyścig odwołany (OD/C) |
| Bez koloru                                                            | Został wycofany (WYC/WD) |
| Bez koloru                                                            | Nie przybył (NP/DNA) |
| Bez koloru                                                            | Nie brał udziału w treningach (NT/DNP) |
| Bez koloru                                                            | Nie został zgłoszony (–) |
| Pogrubienie                                                           | Start z pole position |
| Kursywa                                                               | Najszybsze okrążenie wyścigu |
| †                                                                     | Nie ukończył, ale jego rezultat został zaliczony ze względu na przejechanie więcej niż 90% dystansu wyścigu.                              |
| *                                                                     | Sezon w trakcie |
| 1/2/3                                                                 | Punktowana pozycja w sprincie kwalifikacyjnym                                                                                             |
| Lista systemów punktacji Formuły 1                                    | |

### Formuła 1
| Sezon | Zespół                   | Silnik | Opony | Kierowcy       | 1   | 2   | 3   | 4   | 5   | 6   | 7   | 8   | 9   | 10  | 11  | Pkt. | Msc. |
| ----- | ------------------------ | ------ | ----- | -------------- | --- | --- | --- | --- | --- | --- | --- | --- | --- | --- | --- | ---- | ---- |
| 1969  | Bayerische Motoren Werke | BMW R4 | D     |                | ZAF | ESP | MCO | NLD | FRA | GBR | DEU | ITA | CND | USA | MEX | 0    | NS   |
| 1969  | Bayerische Motoren Werke | BMW R4 | D     | Hubert Hahne   |     |     |     |     |     |     | WD  |     |     |     |     | 0    | NS   |
| 1969  | Bayerische Motoren Werke | BMW R4 | D     | Gerhard Mitter |     |     |     |     |     |     | NZ  |     |     |     |     | 0    | NS   |
| 1969  | Bayerische Motoren Werke | BMW R4 | D     | Dieter Quester |     |     |     |     |     |     | WD  |     |     |     |     | 0    | NS   |

### Formuła 2
| Sezon | Zespół                   | Silnik | Opony | Kierowcy       | 1   | 2   | 3   | 4   | 5   | 6   | 7   | 8   | 9   |
| ----- | ------------------------ | ------ | ----- | -------------- | --- | --- | --- | --- | --- | --- | --- | --- | --- |
| 1969  | Bayerische Motoren Werke | BMW R4 | D     |                | THR | HOC | NUR | JAR | TUL | PER | VAL |     |     |
| 1969  | Bayerische Motoren Werke | BMW R4 | D     | Gerhard Mitter |     |     | NU  |     |     |     |     |     |     |
| 1969  | Bayerische Motoren Werke | BMW R4 | D     | Hubert Hahne   |     |     |     |     | 7   | NW  | NU  |     |     |
| 1969  | Bayerische Motoren Werke | BMW R4 | D     | Dieter Quester |     |     |     |     | NU  |     | NU  |     |     |
| 1969  | Bayerische Motoren Werke | BMW R4 | D     | Jo Siffert     |     |     |     |     |     | NU  |     |     |     |
| 1970  | Bayerische Motoren Werke | BMW R4 | D     |                | THR | HOC | MON | CRP | HOC | PER | TUL | IMO | HOC |
| 1970  | Bayerische Motoren Werke | BMW R4 | D     | Dieter Quester | 7   | NU  | 5   |     | NU  | NU  | NU  | NU  |     |
| 1970  | Bayerische Motoren Werke | BMW R4 | D     | Hubert Hahne   | NZ  | 4   | NZ  |     | 1   |     |     |     |     |